# Глебов, Глеб Павлович
Глеб Павлович Гле́бов (настоящая фамилия — Сорокин; бел. Глеб Паўлавіч Глебаў; 1899—1967) — советский, белорусский актёр театра и кино. Народный артист СССР (1948).

## Биография

Могила Глебова на Восточном кладбище Минска.

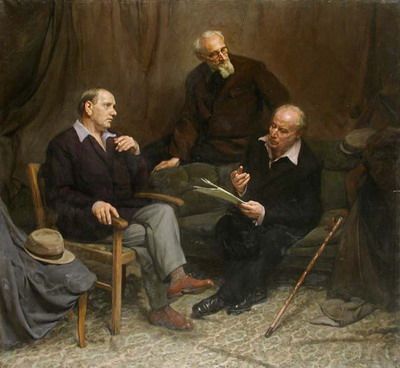
Художник Валентин Волков. Групповой портрет деятелей белорусского театра Г. П. Глебова, О. П. Марикса, В. И. Владомирского (справа) 1959 год.

Родился 29 апреля (11 мая) 1899 года в Вознесенске (ныне Николаевской области Украины) (по другим источникам — в Воскресенске, ныне Московской области) в семье железнодорожного служащего.
В 1920 году окончил Бендеровскую мужскую гимназию. В 1920—1921 годах учился в Одесском политехническом институте.
В 1921—1923 годах — артист Одесского коллектива русской драмы (ныне Одесский академический русский драматический театр), в 1924—1925 — Николаевского театра русской драмы (ныне Николаевский академический художественный русский драматический театр), в 1925—1926 — Вознесенского русского драматического театра.
С 1926 года — актёр 1-го Белорусского драматического театра (ныне Национальный академический театр имени Янки Купалы (в 1941—1947 — художественный руководитель). Творчество актёра характеризовалось глубокой психологической глубиной, естественностью, тонким юмором.
В 1943 году возглавлял фронтовую бригаду театра.
Работал на радио.
Депутат Верховного Совета СССР 6 созыва (1962—1966).
Глеб Глебов умер 3 марта 1967 года в Минске. Похоронен на Восточном кладбище.

## Награды и звания
- Народный артист Белорусской ССР (1940)
- Народный артист СССР (1948)
- Сталинская премия второй степени (1941) — за большие достижения в области театрально-драматического искусства
- Сталинская премия второй степени (1948) — за исполнение роли Кропли в спектакле «Константин Заслонов» А. Мовзона
- Два ордена Ленина (1940, 1955)
- Два ордена Трудового Красного Знамени (1944, 1948)
- Медаль «За доблестный труд в Великой Отечественной войне 1941—1945 гг.» (1945).

## Театральные работы
- 1932 — «Батьковщина» К. Чорного — Немира
- 1937 — «Скупой» Мольера — Гарпагон
- 1938 — «Партизаны» К. Крапивы — Халимон
- 1939 — «Гибель волка» Э. Л. Самуйлёнка — Харкевич
- 1939 — «Кто смеётся последним» К. Крапивы — Туляга
- 1944 — «Павлинка» Я. Купалы — Пустаревич
- 1947 — «Константин Заслонов» А. Мовзона — Кропля
- 1950 — «Калиновая роща» А. Е. Корнейчука — Романюк
- 1954 — «Извините, пожалуйста» А. Е. Макаёнка — Горошек
- 1959 — «Чтобы люди не журились» А. Е. Макаёнка — Самосеев
- «День чудесных обманов» Р. Б. Шеридана — Мендоза

## Фильмография
- 1949 — Константин Заслонов — Антон Петрович Кропля
- 1952 — Павлинка (телеспектакль) — Пустаревич
- 1953 — Поют жаворонки — Сымон Верас
- 1954 — Кто смеётся последним? — Никита Семёнович Туляга
- 1955 — Зелёные огни — Калина
- 1955 — Нестерка — антиквар
- 1955 — Посеяли девушки лен — агроном
- 1956 — Миколка-паровоз — городской голова
- 1957 — Наши соседи — Иван Кондратьевич Шпаковский
- 1957 — Полесская легенда — пан Антоний
- 1959 — Люди на мосту — Пётр Савельевич Паромов
- 1959 — Как поссорились Иван Иванович с Иваном Никифоровичем — судья Демьян Демьянович
- 1959 — Строгая женщина — Спиридон Жилинка
- 1960 — Хлеб и розы — Ферапонт Тиунов
- 1960 — Первые испытания — дьяк
- 1962 — Улица младшего сына — подпольщик
- 1963 — Не плачь, Алёнка (короткометражный)
- 1964 — Москва — Генуя — нэпман
- 1964 — Одиночество — Фрол Баев
- 1966 — Восточный коридор — подпольщик Зязюля
- 1967 — Запомним этот день — бородатый крестьянин

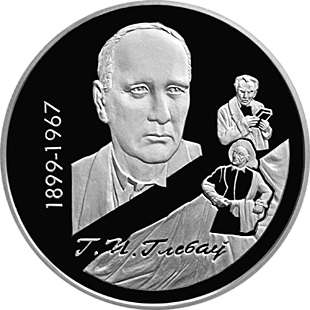
Серебряная монета Национального банка Республики Беларусь

## Память
- Памятник Г. П. Глебову в Минске.
- 5 мая 1999 года Национальным банком Республики Беларусь выпущены памятные монеты, посвящённые 100–летию со дня рождения Г. П. Глебова[1].